# 奈良県道150号柳本停車場線
奈良県道150号柳本停車場線（ならけんどう150ごう やなぎもとていしゃじょうせん）は、奈良県天理市を通る一般県道である。

## 概要
JR西日本桜井線 柳本駅前から天理市柳本町に至る道路で、沿道は商店街となっている。

### 路線データ
- 起点：天理市柳本町（JR西日本桜井線 柳本駅前）
- 終点：天理市柳本町（柳本交差点、国道169号交点）

## 地理

### 通過する自治体
- 奈良県
  - 天理市

### 交差する道路
| 交差する道路 | 交差する場所 | 交差する場所      |
| ------------ | ------------ | ----------------- |
| 国道169号    | 柳本町       | 柳本交差点 / 終点 |

### 沿線
- JR西日本桜井線 柳本駅
- 黒塚古墳
- 崇神天皇陵
- 天理市立柳本小学校